# 久保竜彦
久保 竜彦（くぼ たつひこ、1976年6月18日 - ）は、福岡県朝倉郡筑前町出身の元プロサッカー選手。現役時代のポジションはフォワード（センターフォワード）。元日本代表。

## 人物
高い跳躍力とスピードを持つフォワード。
派手なプレースタイルとは裏腹に試合中以外は基本的に寡黙・謙虚で、どんな質問でも「よかったです」「嬉しかったです」などと答えることが多くインタビュアー泣かせだが、知名度が上昇するにつれ、その朴訥としたキャラクターも周囲に認知され人気の一因となった。
家族は妻との間に二女がいる。長女の久保柚季もサッカー選手で、日本女子サッカーリーグのアンジュヴィオレ広島に在籍経験がある。次女の久保杏夏はテニスプレイヤーである。

## 来歴

### プロ入り前
地元筑前町で幼い頃から自然と遊びの中で野球をしており、ショートやサードを守っていた右打者だった。読売ジャイアンツのファンで、篠塚和典の守備センスに憧れていた。
小学3年生の時、遊具で遊んでいた最中に小指を骨折してしまったことが転機となった。グラブをはめられないことから、小学校4年生 の時サッカーをやり始めるとハマり、野球を辞め本格的にのめり込んでいった。当時からの同級生に大場啓。中学入学後もサッカーを続けたが、当時の久保に誰もサッカーの基礎を教えなかった。1992年、吉浦茂和の指導力の評判を聞きつけ、大場と共に筑陽学園高校へ入学する。吉浦は久保の今後を思いその潜在能力を潰さないよう、最低限の技術や戦術を指導した。高校当時のポジションは左MF。1993年高校2年の時にJリーグが開幕し、当時はラモス瑠偉に憧れた。同高校2年の時、高校選手権福岡県決勝に進出するも、小島宏美や山下芳輝らを擁する東福岡高校に敗れている。個人としては、高校2年時と3年時に福岡県選抜として国体に出場したことが唯一の全国大会での成績である。
高校卒業後もサッカーを続けるつもりだった。大学からオファーがあったものの家庭の財政状況から進学を諦め就職するつもりだったが、より高いレベルで続けさせたい吉浦の強い薦めにより同級生である大場と共にサンフレッチェ広島F.Cのテストを受ける。全国的に無名な久保にはJリーグチームのどこからもオファーがなく、吉浦と広島の中村重和スカウトが知り合いだったことからテストを受ける運びとなった。

### サンフレッチェ広島
1995年、広島へ加入。加入当初MF登録であったが1年目に河内勝幸サテライトチーム監督にFWへコンバートされる。2年目、ビム・ヤンセンはエースFWの高木琢也の控えFWとして、あるいは久保をトップ下に入れて同時起用した。黄金世代の1世代上で年代別代表経験のない久保は無名な存在だったが、一部関係者にはこのころから評価されていた。
1996年4月3日、リーグ第5節の清水エスパルス戦で90分からピーター・ハウストラとの交代で公式戦初出場。同年6月15日のJリーグカップ、ガンバ大阪戦で公式戦初ゴールを決めると、10月2日、第22節のセレッソ大阪戦では76分からの途中出場でリーグ戦初ゴールを含む2ゴールを記録した。
1997年、広島の監督がエディ・トムソンに替わると高木の怪我による欠場もあり、レギュラーを掴みかける。若手時代、久保のピッチ外の生活態度が良くなく、これを心配した総監督の今西和男に結婚を勧められ、同年7月に当時付き合っていた高校の同級生と結婚する。
1998年、高木が移籍すると広島のエースとして定着する。2001年、ヴァレリー・ニポムニシが目指した攻撃サッカーでは中心選手として活躍、公式戦全試合に出場している。
2002年末、広島はJ2に降格し、移籍を決意する。この際横浜F・マリノス・FC東京・東京ヴェルディ1969・大分トリニータ・ジュビロ磐田・名古屋グランパスエイトが獲得に乗り出す も、完全移籍前提での話となったことから横浜FMと磐田に絞られた。

### 横浜F・マリノス
2003年、横浜F・マリノスへ移籍。一気にブレイク、Jリーグにおいて群を抜く攻撃力を示し年間優勝に貢献し、日本年間最優秀選手賞受賞。2年目の2004年からはタイトなスケジュールのせいもあって怪我に泣かされ、コンディションを崩し、安貞桓にスタメンを譲る機会が多かった。要所で活躍し、存在感を示したがシーズン終盤は腰痛の悪化でサントリーチャンピオンシップなどは欠場した。2005年後半には徐々に体調も良くなり、リーグ公式戦や天皇杯に出場、クラブではリーグ戦10試合出場で2005年シーズンを終えた。

### 日本代表
1998年、フィリップ・トルシエがサッカー日本代表監督に就任するとその初試合となる同年10月の対エジプト戦に初選出初キャップを飾り、以降もアジアカップなど度々選出された が、ゴールを決める事はできなかった。
2002年、2002 FIFAワールドカップを控えた5月に、高原直泰と西澤明訓の離脱 に伴い欧州遠征メンバーに入り、本大会出場の可能性も残したが、限られた出場機会ではアピールが伴わず、14試合無得点のままW杯メンバーから外れた。
のちに、トルシエの性格や指導法が嫌で、仮病で代表合宿を断るなどしていた事を明かした。
2003年、ジーコ代表監督のもと代表復帰。序列では下位の控えのFWだったが、2004年2月18日の2006 FIFAワールドカップ・アジア予選のオマーン戦で途中出場すると、引き分け濃厚な後半ロスタイムに勝ち越しゴールを奪い勝利に貢献。ところがこの時の鹿島での代表合宿中に、小笠原満男に連れられ8人で無断外出が発覚、ジーコの逆鱗に触れ次の召集から外されることとなった。それでも無断外出をした8名の中ではいち早く復帰を許され、同年4月の欧州遠征にメンバー入りするとハンガリー戦とチェコ戦、翌月のアイスランド戦で、3試合連続となる計4得点を決め一気にジーコの信頼を獲得。代表のエースFWとして起用されるようになると、約1年間で12試合8得点という結果を残した。しかしその後腰痛が悪化し、プレーに支障をきたすためリハビリを行うことになり、アジアカップやW杯アジア最終予選を回避するなど長期離脱を余儀なくされた。
2006年になると再び招集されるものの、慢性的な腰痛・足首痛で体調は万全とは言えなかった。ジーコ体制では18試合出場でチーム最多の11ゴールという結果を残し、ジーコもW杯に向けた世界へのコメントで「久保と言うストライカーに注目して欲しい」と発信するなど、エースとして期待を集めていたものの、持病の腰痛はついに改善されず本大会メンバーから落選。代わりに土壇場の強化試合で勝負強さを見せた巻誠一郎が選ばれた。以降代表に選出される事は二度となかった。

### 現役晩年
2007年、奥大介が横浜FMを退団し横浜FCへ移籍。久保には横浜FMからの残留要請があったもののこれを拒否し、奥と行動を共にする形で横浜FCへ移籍した。前年のW杯を怪我で棒に振った事を惜しむ声が多い中で迎えた浦和レッズとの開幕戦で、度肝を抜く超ロングシュートを決め、久保待望論を大きくさせた。またこのゴールの際に見せた喜びの舞が『ひょっとこダンス』と話題になる。しかしこの活躍は単発的なものに過ぎず、シーズン通じて怪我が多く、リーグ戦は序盤の8試合に出場したのみで、得点もその1点のみに終わり、シーズン終了後、戦力外通告を受ける。またこの1点は結果的に、久保がJ1で決めた最後のゴールとなった。
2008年、古巣・広島へ6年ぶりに復帰。体調は万全ではなく、出場した試合全てが途中出場だったものの、要所で活躍しJ1昇格に貢献した。翌2009年は公式戦2試合途中出場したのみで、チームの若返り方針や李忠成の補強に伴い、戦力外通告を受ける。
2010年、ツエーゲン金沢へ完全移籍した。広島時代のコーチだった上野展裕が監督に就任しており早い段階からオファーを受けていたことと、出場機会を得たかったための移籍だった。主力として活躍するも2年連続でJ2昇格が叶わず上野は監督を退任、久保も構想外となった。
金沢退団後は移籍先を探し、JFL、県地域リーグ、タイのクラブなどからオファーがあったものの、現役引退を決断した。

### 廿日市FC・その後
引退後のあいさつ回りをする中で今西の斡旋により、2012年広島県廿日市市にある特定非営利活動法人廿日市スポーツクラブのストライカー養成コーチ、およびアンバサダー（スポーツ親善大使）に就任した。また同年にはスポーツ振興くじ（toto）と陶器メーカー・TOTOとのコラボによるCM「トートートトト」に出演している。
2013年3月28日、当時広島県社会人サッカーリーグ1部に所属する廿日市FCで現役復帰したが、2015年シーズンをもって現役からは退き、広島県内各地で巡回指導を行っている。
2018年に「都会暮らしになじめなかった」「景色が気に入った」との理由で山口県光市室積に移住。室積でカフェを開き、牛島の塩を使った塩コーヒーを淹れている。なお、久保自身も牛島で塩づくりをしていたが、COVID-19パンデミックのために渡船を控えている状況とのことである。

## 評価
まだルーキーでトップチームの試合出場が1試合も無かったにも関わらず、当時チームメートのハウストラは久保を高く評価していた。
1996年6月26日ヤマザキナビスコカップ第4節第2試合対柏レイソル戦にて、試合後ニカノールは記者会見で誰も質問していないのにこうコメントした。当時二十歳の久保は第1試合には出場したがこの第2試合には出場していない。
2002年3月27日のポーランド代表との親善試合後、トルシエにより代表に召集されて4年目でのコメント。
2004年4月28日親善試合対サッカーチェコ代表が行われ、久保のゴールで日本が勝利した。ハンブルガーSVで高原とチームメイトだったウイファルシはその試合で久保のマークを担当した。
大黒はこの時点では日本代表に呼ばれておらず、翌2005年久保が怪我で欠場していた中で大黒は日本代表で結果を出し、2006年W杯出場メンバーとなる。
2006年のドイツ・ワールドカップで日本は1分け2敗でグループリーグ敗退に終わり、ジーコは日本代表監督を退任したフェネルバフチェの監督となった。戸塚啓がトルコのイスタンブールへ彼を訪ねると、ジーコの方から久保に話題を向けてきたという。

## 個人成績
| 国内大会個人成績 | 国内大会個人成績 | 国内大会個人成績 | 国内大会個人成績 | 国内大会個人成績                       | 国内大会個人成績 | 国内大会個人成績 | 国内大会個人成績 | 国内大会個人成績 | 国内大会個人成績 | 国内大会個人成績 | 国内大会個人成績 |
| 年度             | クラブ           | 背番号           | リーグ           | リーグ戦                               | リーグ戦         | リーグ杯         | リーグ杯         | オープン杯       | オープン杯       | 期間通算         | 期間通算         |
| 年度             | クラブ           | 背番号           | リーグ           | 出場                                   | 得点             | 出場             | 得点             | 出場             | 得点             | 出場             | 得点             |
| 日本             | 日本             | 日本             | 日本             | リーグ戦                               | リーグ戦         | リーグ杯         | リーグ杯         | 天皇杯           | 天皇杯           | 期間通算         | 期間通算         |
| ---------------- | ---------------- | ---------------- | ---------------- | -------------------------------------- | ---------------- | ---------------- | ---------------- | ---------------- | ---------------- | ---------------- | ---------------- |
| 1995             | 広島             | -                | J                | 0                                      | 0                | -                | -                | 0                | 0                | 0                | 0                |
| 1996             | 広島             | -                | J                | 22                                     | 2                | 10               | 4                | 3                | 0                | 35               | 6                |
| 1997             | 広島             | 10               | J                | 22                                     | 7                | 5                | 1                | 2                | 0                | 29               | 8                |
| 1998             | 広島             | 10               | J                | 32                                     | 12               | 3                | 0                | 3                | 2                | 38               | 14               |
| 1999             | 広島             | 10               | J1               | 25                                     | 13               | 4                | 1                | 0                | 0                | 29               | 14               |
| 2000             | 広島             | 10               | J1               | 24                                     | 11               | 3                | 0                | 2                | 1                | 29               | 12               |
| 2001             | 広島             | 10               | J1               | 30                                     | 15               | 6                | 4                | 2                | 0                | 38               | 19               |
| 2002             | 広島             | 10               | J1               | 28                                     | 7                | 0                | 0                | 4                | 2                | 32               | 9                |
| 2003             | 横浜FM           | 9                | J1               | 25                                     | 16               | 4                | 0                | 2                | 1                | 31               | 17               |
| 2004             | 横浜FM           | 9                | J1               | 19                                     | 4                | 0                | 0                | 0                | 0                | 19               | 4                |
| 2005             | 横浜FM           | 9                | J1               | 10                                     | 1                | 1                | 0                | 2                | 4                | 13               | 5                |
| 2006             | 横浜FM           | 9                | J1               | 29                                     | 5                | 4                | 3                | 2                | 1                | 35               | 9                |
| 2007             | 横浜FC           | 9                | J1               | 8                                      | 1                | 1                | 0                | 0                | 0                | 9                | 1                |
| 2008             | 広島             | 39               | J2               | 25                                     | 3                | -                | -                | 2                | 1                | 27               | 4                |
| 2009             | 広島             | 39               | J1               | 2                                      | 0                | 0                | 0                | 0                | 0                | 2                | 0                |
| 2010             | 金沢             | 9                | JFL              | 27                                     | 9                | -                | -                | 2                | 0                | 29               | 9                |
| 2011             | 金沢             | 9                | JFL              | 23                                     | 6                | -                | -                | 2                | 0                | 25               | 6                |
| 2013             | 廿日市           | 9                | 広島県1部        |                                        |                  | -                | -                |                  |                  |                  |                  |
| 2014             | 廿日市           | 9                | 広島県1部        |                                        |                  | -                | -                |                  |                  |                  |                  |
| 通算             | 日本             | 日本             | J1               | 276                                    | 94               | 41               | 13               | 22               | 11               | 339              | 118              |
| 通算             | 日本             | 日本             | J2               | 25                                     | 3                | -                | -                | 2                | 1                | 27               | 4                |
| 通算             | 日本             | 日本             | JFL              | 50                                     | 15               | -                | -                | 4                | 0                | 54               | 15               |
| 通算             | 日本             | 日本             | 広島県1部        | \|\|\|\|colspan="2"\|-\|\|\|\|\|\|\|\| |                  |                  |                  |                  |                  |                  |                  |
| 総通算           | 総通算           | 総通算           | 総通算           | 351                                    | 112              | 41               | 13               | 28               | 12               | 420              | 137              |

その他の公式戦
- 2004年
  - スーパーカップ 1試合0得点
- 2008年
  - スーパーカップ 1試合1得点

| 国際大会個人成績 | 国際大会個人成績 | 国際大会個人成績 | 国際大会個人成績 | 国際大会個人成績 |
| 年度             | クラブ           | 背番号           | 出場             | 得点             |
| AFC              | AFC              | AFC              | ACL              | ACL              |
| ---------------- | ---------------- | ---------------- | ---------------- | ---------------- |
| 2004             | 横浜FM           | 9                | 4                | 2                |
| 2005             | 横浜FM           | 9                | 2                | 0                |
| 通算             | AFC              | AFC              | 6                | 2                |

その他の国際公式戦
- 2004年
  - A3チャンピオンズカップ 3試合1得点

- Jリーグ初出場：1996年4月3日 J 第5節 対清水エスパルス戦 (日本平)
- Jリーグ初得点：1996年10月2日 J 第22節 対セレッソ大阪戦 (広島ビ)

## 代表歴
- 代表初出場 1998年10月28日 対エジプト戦 (親善試合・途中出場)[2]
- 代表初得点 2003年12月4日 対中国戦 (東アジア選手権)[2]

### 出場大会など
- AFCアジアカップ2000
- FIFAコンフェデレーションズカップ2001
- 東アジアサッカー選手権2003
- 2006 FIFAワールドカップ・アジア予選

### 試合数
- 国際Aマッチ 32試合 11得点 (1998年 - 2006年)[2]

| 日本代表 | 国際Aマッチ | 国際Aマッチ |
| 年       | 出場        | 得点        |
| -------- | ----------- | ----------- |
| 1998     | 1           | 0           |
| 1999     | 1           | 0           |
| 2000     | 5           | 0           |
| 2001     | 2           | 0           |
| 2002     | 5           | 0           |
| 2003     | 3           | 2           |
| 2004     | 9           | 6           |
| 2005     | 0           | 0           |
| 2006     | 6           | 3           |
| 通算     | 32          | 11          |

### 出場
| No. | 開催日         | 開催都市           | スタジアム                         | 対戦相手                 | 結果 | 監督                 | 大会                       |
| --- | -------------- | ------------------ | ---------------------------------- | ------------------------ | ---- | -------------------- | -------------------------- |
| 1.  | 1998年10月28日 | 大阪府             | 長居陸上競技場                     | エジプト                 | ○1-0 | フィリップ・トルシエ | キリンチャレンジ           |
| 2.  | 1999年09月08日 | 神奈川県           | 横浜国際総合競技場                 | イラン                   | △1-1 | フィリップ・トルシエ | キリンチャレンジ           |
| 3.  | 2000年06月06日 | カサブランカ       |                                    | ジャマイカ               | ○4-0 | フィリップ・トルシエ | ハッサン2世杯              |
| 4.  | 2000年06月11日 | 宮城県             | 宮城スタジアム                     | スロバキア               | △1-1 | フィリップ・トルシエ | キリンカップ               |
| 5.  | 2000年06月18日 | 神奈川県           | 横浜国際総合競技場                 | ボリビア                 | ○2-0 | フィリップ・トルシエ | キリンカップ               |
| 6.  | 2000年08月16日 | 広島県             | 広島広域公園陸上競技場             | アラブ首長国連邦         | ○3-1 | フィリップ・トルシエ | キリンチャレンジ           |
| 7.  | 2000年10月20日 | ベイルート         |                                    | カタール                 | △1-1 | フィリップ・トルシエ | アジアカップ               |
| 8.  | 2001年06月10日 | 神奈川県           | 横浜国際総合競技場                 | フランス                 | ●0-1 | フィリップ・トルシエ | コンフェデレーションカップ |
| 9.  | 2001年07月04日 | 大分県             | 大分スポーツ公園総合競技場         | ユーゴスラビア           | ○1-0 | フィリップ・トルシエ | キリンカップ               |
| 10. | 2002年03月27日 | ウッジ             |                                    | ポーランド               | ○2-0 | フィリップ・トルシエ | 国際親善試合               |
| 11. | 2002年04月17日 | 神奈川県           | 横浜国際総合競技場                 | コスタリカ               | △1-1 | フィリップ・トルシエ | キリンチャレンジカップ     |
| 12. | 2002年04月29日 | 東京都             | 国立霞ヶ丘競技場陸上競技場         | スロバキア               | ○1-0 | フィリップ・トルシエ | キリンカップ               |
| 13. | 2002年05月02日 | 兵庫県             | 御崎公園球技場                     | ホンジュラス             | △3-3 | フィリップ・トルシエ | キリンカップ               |
| 14. | 2002年05月14日 | オスロ             |                                    | ノルウェー               | ●0-3 | フィリップ・トルシエ | 国際親善試合               |
| 15. | 2003年12月04日 | 東京都             | 国立霞ヶ丘競技場陸上競技場         | 中華人民共和国           | ○2-0 | ジーコ               | 東アジア選手権             |
| 16. | 2003年12月07日 | 埼玉県             | 埼玉スタジアム2002                 | 香港                     | ○1-0 | ジーコ               | 東アジア選手権             |
| 17. | 2003年12月10日 | 神奈川県           | 横浜国際総合競技場                 | 韓国                     | △0-0 | ジーコ               | 東アジア選手権             |
| 18. | 2004年02月07日 | 茨城県             | 茨城県立カシマサッカースタジアム   | マレーシア               | ○4-0 | ジーコ               | キリンチャレンジカップ     |
| 19. | 2004年02月12日 | 東京都             | 国立霞ヶ丘競技場陸上競技場         | イラク                   | ○2-0 | ジーコ               | 国際親善試合               |
| 20. | 2004年02月18日 | 埼玉県             | 埼玉スタジアム2002                 | オマーン                 | ○1-0 | ジーコ               | ワールドカップ予選         |
| 21. | 2004年04月25日 | ザラエジェルツェグ |                                    | ハンガリー               | ●2-3 | ジーコ               | 国際親善試合               |
| 22. | 2004年04月28日 | プラハ             |                                    | チェコ                   | ○1-0 | ジーコ               | 国際親善試合               |
| 23. | 2004年05月30日 | マンチェスター     |                                    | アイスランド             | ○3-2 | ジーコ               | 国際親善試合               |
| 24. | 2004年06月01日 | マンチェスター     |                                    | イングランド             | △1-1 | ジーコ               | 国際親善試合               |
| 25. | 2004年06月09日 | 埼玉県             | 埼玉スタジアム2002                 | インド                   | ○7-0 | ジーコ               | ワールドカップ予選         |
| 26. | 2004年09月08日 | コルカタ           |                                    | インド                   | ○4-0 | ジーコ               | ワールドカップ予選         |
| 27. | 2006年02月10日 | サンフランシスコ   |                                    | アメリカ合衆国           | ●2-3 | ジーコ               | 国際親善試合               |
| 28. | 2006年02月18日 | 静岡県             | 静岡県小笠山総合運動公園スタジアム | フィンランド             | ○2-0 | ジーコ               | キリンチャレンジカップ     |
| 29. | 2006年02月22日 | 神奈川県           | 横浜国際総合競技場                 | インド                   | ○6-0 | ジーコ               | アジアカップ予選           |
| 30. | 2006年02月28日 | ドルトムント       |                                    | ボスニア・ヘルツェゴビナ | △2-2 | ジーコ               | 国際親善試合               |
| 31. | 2006年03月30日 | 大分県             | 大分スポーツ公園総合競技場         | エクアドル               | ○1-0 | ジーコ               | キリンチャレンジカップ     |
| 32. | 2006年05月13日 | 埼玉県             | 埼玉スタジアム2002                 | スコットランド           | △0-0 | ジーコ               | キリンカップ               |

### ゴール
| #   | 開催年月日    | 開催地       | 対戦国       | 勝敗 | 試合概要                            |
| --- | ------------- | ------------ | ------------ | ---- | ----------------------------------- |
| 1.  | 2003年12月4日 | 日本         | 中国         | ○2-0 | 東アジアサッカー選手権2003          |
| 2.  | 2003年12月4日 | 日本         | 中国         | ○2-0 | 東アジアサッカー選手権2003          |
| 3.  | 2004年2月18日 | 日本         | オマーン     | ○1-0 | 2006 FIFAワールドカップ・アジア予選 |
| 4.  | 2004年4月25日 | ハンガリー   | ハンガリー   | ●2-3 | 親善試合                            |
| 5.  | 2004年4月28日 | チェコ       | チェコ       | ○1-0 | 親善試合                            |
| 6.  | 2004年5月30日 | イングランド | アイスランド | ○3-2 | 親善試合                            |
| 7.  | 2004年5月30日 | イングランド | アイスランド | ○3-2 | 親善試合                            |
| 8.  | 2004年6月9日  | 日本         | インド       | ○7-0 | 2006 FIFAワールドカップ・アジア予選 |
| 9.  | 2006年2月18日 | 日本         | フィンランド | ○2-0 | キリンチャレンジカップ2006          |
| 10. | 2006年2月22日 | 日本         | インド       | ○6-0 | AFCアジアカップ2007 (予選)          |
| 11. | 2006年2月22日 | 日本         | インド       | ○6-0 | AFCアジアカップ2007 (予選)          |

## 個人タイトル
- Jリーグ優秀選手賞：1998年、1999年、2003年
- Jリーグベストイレブン：2003年
- 日本年間最優秀選手賞：2003年
- 東アジアサッカー選手権 得点王：2003年
- J30ベストアウォーズ ベストゴール (ミドル/ロングシュート部門)：2023年

## 参考資料
- 中野和也「'08復帰、加入、新戦力の9人」『ASSIST』、産興（Tj HIROSHIMA編集室）、2008年5月、6-9頁、2012年4月7日閲覧。
- 中野和也「あの頃、僕は」『ASSIST』、産興（Tj HIROSHIMA編集室）、2008年12月、31-34頁、2012年4月7日閲覧。